# Фокер T.IV
Фокер T.IV је хидроавион торпедо-бомбардер и морнарички патролни авион направљен у Холандији. Авион је први пут полетео 1927. године. То је био двомоторни, вискокрилац, вишеседи хидроавион мешовите конструкције.

## Пројектовање и развој
Двомоторни торпедо авион развијен је на основу захтева Краљевске холандске морнарице за потребе морнаричке авијације на Далеком истоку (Холандска источна Индија). Прототип овог авиона је извео свој први лет 7. јуна 1927. године. T.IV је био опремљен са два течношћу хлађена мотора Lorraine-Dietrich од 335 kW.
Произведено је 18 авиона овог типа који су служили читав низ година на подрчју данашње Индонезије. Авион се показао као поуздан са добрим летним карактеристикама и удовољавао је свим захтевима морнарице у погледу извиђања, патролирања и спасавања. Забележен је само један пад овог авиона.
Фокер је 1935. направио модернизовану верзију авиона Фокер T.IV са два мотора Wright SR-1820-F2 Cyclone од 560 kW. Авион је добио ознаку Фокер T.IVa и у односу на свог претходника овај авион је имао затворен кокпит за пилоте и опремљен је био ротирајућим митраљеским куполама на кљуну и врху трупа. Поред стрељачког наоружања, могао је да носи бомбе од 4 х 200 kg или 18 х 50 kg, или два торпеда. Поред тога био је опремљен и специјалним цилиндрима уграђеним у труп авиона за стварање димне завесе.

## Технички опис
Труп авиона Фокер T.IV и T.IVa је био правоугаоног попречног пресека. Носећа структура трупа авиона је била направљена као решеткаста заварена конструкција направљена од танкозидих челичних цеви високе чврстоће а облога трупа је била делимично од дуралуминијумског лима а највећим делом од импрегнираног платна. Улаз у авион са степеништем се налазио на левој бочној страни трупа авиона. Кокпити пилота и седишта стрелаца су били отворени код авиона T.IV, док су код авиона T.IVa пилоти седели у затвореној кабини а стрелци у затвореним митраљеским куполама.
Авион Фокер  је имао два крилна течношћу хлађена мотора Lorraine-Dietrich снаге 335 kW (450 KS). На вратилу мотора су биле наглављене или двокрака дрвена елиса фиксног корака или четворокрака дрвена елиса фиксног корака. Три авиона испоручена Португалији били су опремљени течношћу хлађеним моторима Rolls-Royce Eagle снаге 268 kW  (360 KS), и двокраким дрв3еним елисама.
Авион Фокер  је имао два крилна ваздухом хлађена, 9-то цилиндрична радијална мотора Wright SR-1820-F2 Cyclone снаге 560 kW (750 KS). На вратилу мотора су биле наглављене двокраке елисе фиксног корака или трокраке подесиве металне елисе.
Авион  је био висококрилац, крило му је било једноделно, самоносеће, дебелог профила. Конструкција крила је била од дрвета са две решеткасте дрвене рамењаче и ребрима а облога је од дрвене лепенке (шпер плоче). За чврсте рамењаче су везивани остали елементи авионске конструкције као што су стајни трап и крилни мотори. Мотори су добрим делом били уграђени у крило са доње стране. Покретни делови крила су такође имали конструкцију од дрвета док им је облога била такође од дрвене лепенке. Геометријски посматрано, половина крила је имала облик једнакокраког трапеза, са заобљеним крајем. Осна линија крила је била управна на осу трупа авиона. С обзиром на дебљину профила крило је имало простране крилне шупљине, тако да су у њега без проблема могли да стану резервоари за гориво. Главни резервоари за гориво су се налазили у делу крила изнад трупа авиона. Кроз крило су пролазили сви потребни уређаји и инсталације. На крајевима крила су се налазила навигациона светла.
Авион  је био средњекрилац са конзолним самоносећим крилом дебелог профила. Конструкција крила је била од дрвета са две решеткасте дрвене рамењаче и ребрима а облога је од дрвене лепенке (шпер плоче). На крилима су постојала проширења (гондоле) у које су уграђивани ваздухом хлађени крилни мотори. Све остало везано за крила је као код авиона T.IV.
Репне површине су класичне и састоје се од вертикалног и два хоризонтална стабилизатора, кормила правца и висине.  Сви елементи су имали конструкцију од челичних цеви а облогу од импрегнитаног платна. Хоризонтални стабилизатори су били везани за труп авиона а додатно косим упорницама, са доње стране били ослоњени на труп авиона а са горње стране су били затезачима причвршћени за вертикални стабилизатор и на тај начин додатно укрућени. Управљање покретним репним површинама (кормилима) обављано је уз помоћ челичних ужади (сајли).
Овај авион је уместо класичног фиксног стајног трапа са точковима имао два вишекоморна пловка са каскадом ради лакшег одвајања од водене површине при узлетању. Пловци су се налазили испод гондола мотора за чију су конструкцију били везани. Поред тога косим носачима су били везани за носећу конструкцију трупа авиона тако да је сваки пловак био независан један од другог. Оваква конструкција је омогућавала да доња страна трупа буде слободна за постављање и лансирање торпеда која су била окачена испод трупа авиона. Пречаге на конструкцији су омогућавале да се механичари могу попети на крило авиона или приступити моторима. Горња страна пловака је била равна тако да се посада могла без проблема (без страха да ће се оклизнути) кретати по њима.
Авион  је био наоружан стрељачким наоружањем које су сачињавала 3 митраљеза Browning калибра 7,9 mm. Први митраљез се налазио на клуну авиона, други на горој страни трупа у другом кокпиту (стражњи стрелац) а трећи се налазио  на поду трупа авиона иза бомболука. Од бомбардерског наоружања авион је могао да понесе у трупу 800 kg бомби разних тежина или једно торпедо окачено споља испод трупа авиона.
Авион  је био наоружан стрељачким наоружањем које су сачињавала 3 митраљеза Browning калибра 7,9 mm. Први митраљез се налазио у првој турели на клуну авиона, други на турели која се налазила на горој страни трупа иза пилотске кабине (стражњи стрелац) а трећи се налазио  на поду трупа авиона иза бомболука. Од бомбардерског наоружања авион је могао да понесе у трупу 800 kg бомби (4 х 200 kg или 18 х 50 kg) или два торпеда окачених споља испод трупа авиона.

## Верзије
- - Оригинална производна верзија са моторима  Lorraine-Dietrich од 335 kW (450 KS). Направљено је 18 ком.
- - Верзија са радијалним моторима Wright SR-1820-F2 Cyclone од 560 kW (750 KS), затворени кокпит и куполе митраљеза. Произведено 12 ком.

## Оперативно коришћење
Авиони Фокер T.IV су испоручивани морнарици Холандске источне Индије у периоду од 1927 до 1930. године. Користили су се за патролирање и операције спасавања на мору из поморске базе Сорабаја на Јави све до 1942. године, када су Јапанци извршили напад на Холандску Источну Индију. Све авионе овог типа који нису били уништени током јапанског напада уништиле су посаде авиона. Португалија је користила три авиона овог типа.
Авиони Фокер T.IVa су служили у морнарици Холандске источне Индије од испоруке до 1942. године то јест до јапански окупације Индонезије. Све авионе овог типа су уништиле посаде да не би пали у руке Јапанаца.

## Земље које су користиле авион
- Холандија
- Португалија